# 本特·法尔奎斯特
本特·法尔奎斯特（瑞典語：Bengt Fahlqvist，1922年4月15日—2004年3月7日），瑞典男子摔跤运动员。他曾代表瑞典参加1948年和1952年夏季奥林匹克运动会摔跤比赛，其中1948年奥运会获得一枚铜牌。